# The Strain (2.ª temporada)
A segunda temporada da série de televisão The Strain estreou em 2015.

## Episódios
| Nº # | Episódio # | Título             | Dirigido por                        | Escrito por                     | Audiência EUA (milhões) | Data de Lançamento  | Código de Produção |
| --- | ---------- | ------------------ | ----------------------------------- | ------------------------------- | ----------------------- | ------------------- | ------------------ |
| 14 | 1          | "BK, NY"           | Gregory Hoblit e Guillermo del Toro | Carlton Cuse & Chuck Hogan      | 1.66                    | 12 de julho de 2015 | XSN02001           |
| Em 1932, a jovem avó de Abraham Setrakian (Kathleen Chalfant) lhe diz a lenda de Jusef Sardu, um nobre de bom coração aflito com o gigantismo. Acreditando que o sangue de um grande lobo vai curá-lo, os irmãos e os primos de Sardu levá-lo em uma viagem de caça. Vendo uma estranha criatura na floresta, eles deixam Sardu para investigar. Quando eles não conseguem voltar, ele segue o partido para uma caverna nas proximidades e encontra-los abatido, com a criatura alimentando-se de sangue de seu irmão. Sardu tenta matar o vampiro, mas ele domina e possui seu corpo infestando com vermes parasitas, enquanto o ex-corpo da criatura morre. Sardu retorna para a cidade e começa alimentando-se das crianças locais. Nos dias atuais em New York, Setrakian vai para o teatro de Bolívar para saber onde o mestre foi. Ele segue uma trilha de sangue de vampiro e encontra Vaun e sua equipe strigoi. Eles sequestram Setrakian e levá-lo para conhecer os antigos. Os Antigos, Vaun e Setrakian chegam a um acordo que, uma vez Setrakian encontra o Mestre que ele vai relatar sua localização para eles. Setrakian, que mantém o seu negócio com os Anciães em um segredo, depois pede a Ef, Nora, e Fet para ajudá-lo a recuperar alguns itens de um armazém. Enquanto procurava a instalação, o grupo descobrir um casal se escondendo em um armário. Depois de encontrar os itens de Setrakian, eles são emboscados por Strigoi. Eles lutam para fugir, mas o casal está infectado. Fet quer sacrificá-los antes que se transformem, mas Ef quer usar seus corpos infectados para desenvolver uma arma biológica contra os Strigoi. Enquanto isso, o Mestre, cujo corpo está morrendo após a exposição à luz solar, ordena a Eichhorst para recuperar crianças cegas que são convertidos em um novo tipo de vampiro chamado Feelers. Pelo Mestre e sob o comando de Eichhorst, as antenas são dadas para Kelly, cuja memória foi restaurada. Ela é encarregada de encontrar seu filho, Zach, e com os principais Mestre para Setrakian. |            |                    |                                     |                                 |                         |                     |                    |
| 15 | 2          | "By Any Means"     | TJ Scott                            | Bradley Thompson & David Weddle | 1.63                    | 19 de julho de 2015 | XSN02002           |
| Eichhorst e Bolivar preparam-se para a transferência do Mestre para um novo corpo. Ef e Nora coagem o casal infectado para atuar como sujeitos de teste para a sua experiência. A biologia vampira inicialmente parece ser invulnerável, mas eles eventualmente isolam um micróbio que destrói o tecido cerebral vampiro e começar a testar os assuntos. Holandês e Fet começam a limpar seu bairro de strigoi e acabam tornando-se íntimos. Justine Feraldo, vereadora para Staten Island, encontra-se com o prefeito Lyle e outros funcionários sobre a crise vampira. Desgostosa com a sua resposta ineficaz, ela promete tomar o assunto em suas próprias mãos. Um Setrakian frustrado debruça sobre suas antigas notas e livros em busca de pistas para derrotar seu inimigo antigo. Ele descobre uma cópia de uma página do Occido Lumen, um tomo lendário que pode revela como matar o Mestre. Ele confronta Eldridge Palmer, com quem está falando na abertura de seu novo centro de distribuição de alimentos. Setrakian confirma que Palmer não tem a Lumen e faz a sua fuga com a ajuda de Fet, prometendo encontrar a Lumen. Em flashbacks de 1965 em Viena, Setrakian atende Palmer pela primeira vez. Por sugestão de Palmer, Setrakian encontra a espada de Sardu em uma loja de antiguidades de propriedade de Draverhaven, um ex-médico nazista. Setrakian persegue Draverhaven, perdê-lo, mas a obtenção da cana. Mais tarde, um Draverhaven em pânico encontra um velho conhecido de seus dias nazistas: Eichhorst, que lhe oferece a oportunidade de entrar em serviço do Mestre e transforma-lo. Palmer convence Setrakian para ajudá-lo a procurar o Lumen em troca de um professor. Kelly vai buscar roupas de Zach de sua casa do Queens para que seus "antenas" possam sentir seu cheiro. Ela ordena-las a encontrar seu filho. |            |                    |                                     |                                 |                         |                     |                    |
| 16 | 3          | "Fort Defiance"    | ASD                                 | ASD                             | 1.47                    | 26 de julho de 2015 |                    |
| A equipe pára Zach enquanto ele tenta voltar para casa para procurar sua mãe. Para convencê-lo de que Kelly está além da salvação, Ef mostra a Zach as cobaias strigoi no laboratório. Seguindo o confronto de Palmer com Setrakian, o mestre atribui Bolivar como segurança extra para Palmer, que a contragosto aceita. Uma nova assistente de Palmer, Coco Marchand, diz Palmer que ela desconfia de Eichhorst. Em outros lugares, o ex-assistente de Palmer, Reggie Fitzwilliam, viaja para Staten Island e se reúne com seu irmão, Curtis. A vereadora Feraldo declara Staten Island uma zona livre de vampiro, exibindo strigoi decapitados aos meios de comunicação para demonstrar suas táticas eficazes. Mayor Lyle quer que ela institua as mesmas medidas em toda a Nova York. Setrakian, entretanto, prepara uma mistura usando vermes Strigoi e coloca as gotas nos olhos. Nora encontra-lo inconsciente e revive-lo; ele confessa que sua idade avançada (94) faz com que seja necessário usar a bebida sem-fim de sustentar a sua saúde e prolongar a sua vida. manchas holandeses uma pessoa Dutch procura por seu ex-companheiro de quarto, Nikki. Ela e Fet visitam a mãe de Nikki, esperando por notícias, mas a mãe com raiva acusa Dutch de arruinar a vida de sua filha. Gus e Vaun levam uma equipe de assalto de strigoi para sequestrar Palmer; no entanto, Palmer ativa um dispositivo de UV anti-strigoi em seu escritório, forçando Gus a fugir enquanto Vaun e sua equipe strigoi são queimados vivos. Ef e Nora aperfeiçoa o seu anti-strigoi. A neuro-toxina mata um assunto muito rapidamente, no entanto, tornando-se ineficaz para infectar outra strigoi; uma dose mais fraca parece promissora, e eles decidem testá-lo soltando o assunto de teste para sobreviver. Ef promete raiva ao Mestre, quem está assistindo através do assunto de teste, que ele vai matar os dois Zach e ele mesmo antes de permitir o Mestre transformá-los.                                                                                     |            |                    |                                     |                                 |                         |                     |                    |
| 17 | 4          | "The Silver Angel" | ASD                                 | ASD                             | 1.38                    | 2 de agosto de 2015 |                    |
| Um filme curto, preto e branco apresenta o Anjo de prata, um lutador famoso que uma vez atuou em uma série de baixo orçamento filmes de aventura mexicana até que uma lesão incapacitante encerrou sua carreira. Em um flashback de 1966, Setrakian informa a Palmer que ele traçou o Occido Lumen para um convento austríaco. Eles chegam e descobrir que os ocupantes são agora vampiros; o único sobrevivente, um menino chamado Rudyard, diz-lhes que a madre superiora destruiu a Occido Lumen, acreditando que era o mal. Enquanto Setrakian deixa brevemente a batalha strigoi, Eichhorst chega e se apresenta a Palmer. Está implícito que Eichhorst oferece a Palmer imortalidade, como Palmer dissolve-se imediatamente e Setrakian faz aliança quando ele retorna. Nos dias atuais, Palmer convoca uma reunião dos principais líderes financeiros do mundo sob o ardil de restaurar a estabilidade financeira para New York City; ele realmente configurá-los para serem abatidos por strigoi sob o comando de Bolivar, resultando em mercados financeiros globais que entram em queda livre. Tendo escapado do edifício Stoneheart, Gus retorna ao seu apartamento onde o Mestre zomba dele por possuir sua mãe strigoi. Abalado, ele vai para um restaurante em busca de consolo, mas tem um confronto com a máquina de lavar louça depois de flertar com a filha dos proprietários, Aanya; Gus depois reconhece o homem como o ex-Anjo de prata, que ele idolatrava quando era criança. Setrakian e Dutch viaja para Staten Island buscando a ajuda de Fitzwilliam na luta contra Palmer, mas ele recusa. Ef e Nora testam a sua bio-arma e obtém a confirmação de que ela funciona quando as forças mestras infectados com strigoi cometem suicídio para evitar que a propagação da doença. Trabalhando sozinho, Fet explode o túnel Red Hook do metrô para bloquear os vampiros de entrarem através dele; ele é capturado por um dos esquadrões vigilante do Feraldo e é violentamente espancado. Kelly e seus Feelers fecham-se sobre Zach.     |            |                    |                                     |                                 |                         |                     |                    |